# Frutis sinensis
Frutis sinensis är en insektsart som beskrevs av William Lucas Distant 1890. Frutis sinensis ingår i släktet Frutis och familjen Eurybrachidae. Inga underarter finns listade i Catalogue of Life.